# Conus moluccensis
Conus moluccensis é uma espécie de gastrópode do gênero Conus, pertencente à família Conidae.